# Cristina Valido García
Cristina Valido García   (Las Palmas de Gran Canaria, 28 d'agost de 1969) és una política canària, membre de Coalició Canària. Actualment és diputada electa al Congrés dels Diputats per la circumscripció de Santa Cruz de Tenerife.

## Trajectòria
Cristina Valido va néixer a Las Palmas de Gran Canària, però a finals de la dècada del 1980 es va traslladar a l'illa de Tenerife per a cursar els seus estudis a la Universitat de La Laguna. És tècnica especialista en Administració i Gestió d'Empreses i experta en Governabilitat i Desenvolupament Local.
El 1999 va accedir al seu primer càrrec públic en ser designada regidora de joventut de l'ajuntament de La Orotava. Quatre anys més tard va ser elegida consellera del Cabildo de Tenerife exercint-se en l'àrea d'Afers Socials i, posteriorment, va ser vicepresidenta de la institució insular. El 2017, després de la crisi de govern de Fernando Clavijo, aquest va cessar els consellers socialistes del Govern de Canàries i va nomenar Cristina Valido com a nova consellera de Política Social i Ocupació. No obstant això, més endavant Valido seria reprovada pel parlament autonòmic a causa de la seva gestió en l'àmbit de la dependència, essent la primera consellera a ser reprovada en la història de Canàries.
En 2019 va obtenir la seva acta de diputada com a número 2 per la circumscripció de Tenerife. El 2023 va tornar a presentar-se al parlament canari i, després de l'avançament de les eleccions generals al 23 de juliol, Coalició Canària va designar-la com a cap de llista per la circumscripció de Tenerife al Congrés dels Diputats en substitució d'Ana Oramas.